# Мексички агути
Мексички агути (лат. Dasyprocta mexicana) је сисар из реда глодара (Rodentia) и породице агутија (Dasyproctidae).

## Распрострањење
Врста је распрострањена у Мексику и (вештачки уведена) Куби.

## Станиште
Станиште врсте су шуме до 500 метара.

## Угроженост
Ова врста је крајње угрожена и у великој опасности од изумирања услед нарушавања станишта.